# Si Dios quiere yo también
Si Dios quiere yo también es el nombre del tercer álbum de estudio en solitario (séptimo contando los discos de su exgrupo), de la cantautora española Amaia Montero que salió al mercado digital el 15 de septiembre de 2014 y el 16 de septiembre del mismo año en la versión física, bajo el sello discográfico de Sony Music.
El día de su lanzamiento debutó en el número 1 en iTunes España y en 11 países más correspondientes al territorio latinoamericano, en este disco Amaia se afianzó como una de las cantautoras españolas más influyentes, ya que es de las pocas artistas españolas en escribir la letra y música a lo largo de sus tres discos como solista[cita requerida]. Este álbum estuvo una semana en el primer lugar de ventas en las listas españolas, una semana permaneció dentro del top 5, y dos semanas lideró la lista de los diez más populares, logrando así mantenerse entre los primeros diez discos por cuatro semanas consecutivas.

## Acerca del disco
Tras tres años del lanzamiento de Amaia Montero 2, la cantante se tomó un largo descanso ya que es disco también nombró como el regreso de Amaia Montero. Este disco fue compuesto por la propia cantante, se grabó entre los meses de enero y abril de 2014 en los estudios Kensaltown de Londres bajo la producción del sueco Martin Terefe y la participación de algunos de los mejores músicos del Reino Unido: Kristoffer Sonne y Karl Brazil en las percusiones; Bastian Juel al bajo; Nikolaj Torp Larsen y Glen Scott a los teclados, y James-Bryan, Paco Salazar y Cass Lowe en las guitarras, además del propio Terefé, que toca guitarra y bajo.
El álbum cuenta también con la participación del cuarteto de cuerda The Love Sponge Strings, dirigido por David Davidson, y el trío de viento Grooveline Horns.
Según la nota de prensa de la discográfica, “Han pasado tres años desde Amaia Montero 2, período que le ha permitido culminar una evolución como autora e intérprete. Ha sido una etapa intensa y fructífera de composición, que se plasma en un álbum en el que todas las canciones llevan su firma“. 
El primer sencillo fue «Palabras», que la propia cantante compartió una versión acústica el 31 de diciembre del 2013 en su Twitter, con lo cual fue estrenado el sábado 31 de mayo de 2014 en el programa Cadena Dial.

## Lista de canciones

### Edición estándar
| N.º | Título                   | Letras        | Música                                     | Duración |  |
| 1.  | «Palabras»               | Amaia Montero | Amaia Montero                              | 4:55     |  |
| 2.  | «Darte mi vida»          | Amaia Montero | Amaia Montero                              | 4:05     |  |
| 3.  | «Fuiste algo importante» | Amaia Montero | Amaia Montero                              | 3:41     |  |
| 4.  | «Todo corazón»           | Amaia Montero | Amaia Montero                              | 4:15     |  |
| 5.  | «Cuando canto»           | Amaia Montero | Amaia Montero                              | 3:47     |  |
| 6.  | «Inevitable»             | Amaia Montero | Amaia Montero                              | 3:20     |  |
| 7.  | «Im-possible»            | Amaia Montero | Amaia Montero / Martin Terefe / Glen Scott | 3:50     |  |
| 8.  | «Yo a ti también»        | Amaia Montero | Amaia Montero / Afo Verde                  | 4:03     |  |
| 9.  | «Los abrazos rotos»      | Amaia Montero | Amaia Montero                              | 5:02     |  |
| 10. | «Contigo no me voy»      | Amaia Montero | Amaia Montero                              | 4:45     |  |

- Edición iTunes (Bonus track)

| Edición iTunes |                  |          |  |
| N.º            | Título           | Duración |  |
| 11.            | «Azul eléctrico» | 03:43    |  |

- Edición Spotify (Bonus track)

| N.º | Título           | Duración |  |
| 11. | «Madrid-Ipanema» | 03:27    |  |

## Listas de ventas
En iTunes (Preventas) 
| País               | Posición |
| ------------------ | -------- |
| Top España         | 1        |
| Top Chile          | 1        |
| Top Guatemala      | 1        |
| Top Colombia       | 1        |
| Top Costa Rica     | 1        |
| Top Honduras       | 1        |
| Top Panamá         | 1        |
| Top El Salvador    | 1        |
| Top Perú           | 1        |
| Top Argentina      | 1        |
| Top Ecuador        | 1        |
| Top Uruguay        | 1        |
| Top Venezuela      | 4        |
| Top Nicaragua      | 19       |
| Top México         | 2        |
| Top Lituania       | 3        |
| Top Brasil         | 68       |
| Top Estados Unidos | 70       |

| Deezer | Posición |
| ------ | -------- |
| España | 1        |

| Fnac España | Posición |
| ----------- | -------- |
| España      | 1        |

| Google Play | Posición |
| ----------- | -------- |
| España      | 2        |

Listas oficiales
| País                             | Posición |
| -------------------------------- | -------- |
| España Top 100 (Promusicae)      | 1        |
| Argentina Top 20 (Capif)         | 16       |
| México Top 100 (Amprofon)        | 35       |
| México Top 20 Español (Amprofon) | 16       |

## Posiciones en la lista PROMUSICAE
| Posición | 1 | 4 | 7 | 9 | 16 | 22 | 23 | 31 | 33 | 42 | 51 | 47 | 56 | 52 | 55 | 54 | 56 | 59 | 63 | 67 | 77 | 63 | 38 | 49 | 61 | 61 | 78 | 99 | 81 | 88 | OUT |